# Coppa dell'Emiro del Qatar 2024
La Coppa dell'Emiro del Qatar 2024 è stata la 52ª edizione della coppa nazionale del Qatar. Il torneo è iniziato il 26 aprile 2024 e si è concluso il 24 maggio successivo.
L'Al-Arabi era la formazione detentrice del torneo. La competizione è stata vinta dall'Al-Sadd, alla sua diciannovesima coppa nazionale.

## Turno preliminare
| Squadra 1      | Risultato | Squadra 2  |
| -------------- | --------- | ---------- |
| 26 aprile 2024 |           |            |
| Al-Khor        | 2 – 1     | Lusail     |
| Al-Shahaniya   | 0 – 1     | Al-Bidda   |
| 27 aprile 2024 |           |            |
| Al-Mesaimeer   | 2 – 3     | Al-Waab    |
| Al-Kharitiyath | 0 – 1     | Al-Sailiya |

## Ottavi di finale
| Squadra 1     | Risultato       | Squadra 2    |
| ------------- | --------------- | ------------ |
| 6 maggio 2024 |                 |              |
| Al-Duhail     | 3 – 1           | Al-Shamal    |
| Al-Arabi      | 2 – 1           | Al-Sailiya   |
| 7 maggio 2024 |                 |              |
| Qatar SC      | 2 – 0           | Al-Waab      |
| Umm-Salal     | 3 – 1 (dts)     | Al-Bidda     |
| 8 maggio 2024 |                 |              |
| Al-Gharafa    | 4 – 3 (dts)     | Al-Ahli Doha |
| 9 maggio 2024 |                 |              |
| Al-Sadd       | 3 – 2           | Al-Markhiya  |
| Al-Wakrah     | 3 – 3 (5-4 dtr) | Al-Mu'aidar  |
| Al-Rayyan     | 4 – 1           | Al-Khor      |

## Quarti di finale
| Squadra 1      | Risultato       | Squadra 2  |
| -------------- | --------------- | ---------- |
| 13 maggio 2024 |                 |            |
| Al-Duhail      | 3 – 2           | Al-Arabi   |
| Al-Wakrah      | 0 – 1           | Al-Sadd    |
| 14 maggio 2024 |                 |            |
| Umm-Salal      | 2 – 4           | Al-Gharafa |
| Qatar SC       | 4 – 4 (5-4 dtr) | Al-Rayyan  |

## Semifinali
| Squadra 1      | Risultato       | Squadra 2  |
| -------------- | --------------- | ---------- |
| 18 maggio 2024 |                 |            |
| Al-Duhail      | 0 – 1           | Al-Sadd    |
| 19 maggio 2024 |                 |            |
| Qatar SC       | 2 – 2 (4-3 dtr) | Al-Gharafa |

## Finale
| Al Rayyan 24 maggio 2024, ore 19:00 UTC+3    | Al-Sadd   | 1 – 0 (d.t.s.) | Qatar SC | Education City Stadium |
| \| \| \| \| \| Uribe 118’ \| Marcatori \| \| |           |                |          |                        |
|                                              |           |                |          |                        |
| Uribe 118’                                   | Marcatori |                |          |                        |